# Carl Gustav Heraeus

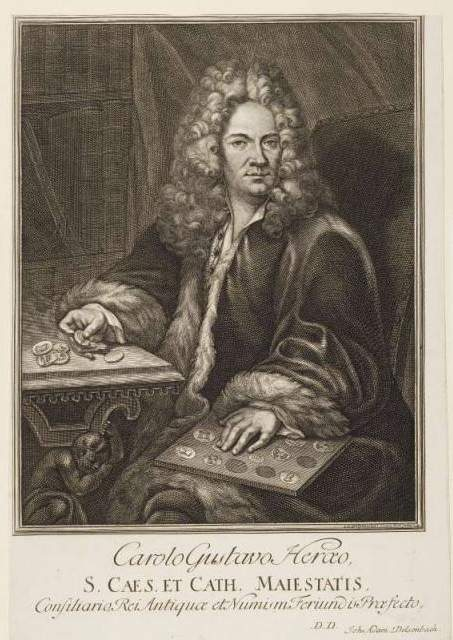
Stich von Johann Adam Delsenbach aus dem Jahr 1719

Carl Gustav Heraeus (* 1671 in Stockholm; † 6. November 1725 in Veitsch) war ein deutscher Hofantiquar am Hof in Wien, Gelehrter und Schriftsteller.

## Leben
Sein Vater war von Pommern nach Schweden ausgewandert, wo er den Beruf des Hofapothekers ausübte. Carl Gustav kam 1686 ans Regium Gymnasium Carolinum nach Stettin und studierte 1690/91 in Frankfurt an der Oder, später in Gießen und Utrecht. Über Paris und Sondershausen, wo er ab 1701 als Hofrat im Dienste des Grafen Anton Günther von Schwarzburg-Sondershausen stand, gelangte Heraeus 1708 nach Wien. 1709 konvertierte er zum katholischen Glauben. Dem Architekten Johann Bernhard Fischer von Erlach lieferte er zahlreiche Anregungen für seine theoretische Schrift Entwurff einer historischen Architektur. Als Medaillen- und Antiquitäten-Inspektor Kaiser Josephs I. und dann Kaiser Karls VI. verwaltete und erweiterte er die kaiserlichen Münzen- und Medaillensammlungen. Durch seine Freundschaft zu Johann Bernhard Fischer von Erlach war er zudem bei zahlreichen Bauwerken als Ikonograf tätig, namentlich der Wiener Karlskirche. Er stand mit zahlreichen Gelehrten und Künstlern in Kontakt, unter anderem mit Gottfried Wilhelm Leibniz und Philipp von Stosch, und war ein Förderer von Joseph Emanuel Fischer von Erlach. Heraeus veröffentlichte vor allem Schriften zu numismatischen Themen aber auch Gedichte unter dem Pseudonym Carolus Gustavus.
Im Jahr 1719 wurde er zum Mitglied der Leopoldina gewählt.

## Bergbau in Veitsch
Heraeus versuchte von 1719 bis 1725 im Veitschgraben bei Veitsch erfolglos, Kupfer abzubauen. Heraeus begann sein Bergbau-Unternehmen im großen Stil, mit zahlreichen Bauten im Ortsteil Niederaigen und erheblichen Investitionen. Die Mine brachte keinen Gewinn.
Dabei verlor er nicht nur sein gesamtes Vermögen, sondern verpfändete auch Münzen aus der ihm anvertrauten kaiserlichen Sammlungen. Als Kaiser Karl VI. davon erfuhr, entzog er ihm seine Gunst und entließ ihn. Dennoch erhielt Heraeus vom Kaiser ein kleines Ruhegehalt, mit dem er sich in die Veitsch zurückziehen konnte.
Bekannt ist auch seine Fehde mit dem Stift St. Lambrecht, zu deren Besitzungen Veitsch gehörte, und das von Heraeus eine Beteiligung in seinem Unternehmen forderte, was aber verweigert wurde. Daraufhin versuchte das Stift St. Lambrecht Heraeus zu behindern, wo es nur möglich war. Das ging so weit, dass das Stift im Jahr 1721 von der kaiserlichen Hofkammer diesbezüglich öffentlich gerügt wurde.
Carl Gustav Heraeus starb am 6. November 1725 im Alter von 54 Jahren und wurde am Kirchenfriedhof in Veitsch beigesetzt. Seine sehr bedeutende Bibliothek und Kupferstichsammlung wurden von Kaiser Karl VI. gekauft. Ohne die kaiserliche Gunst und nicht zuletzt, da das Stift St. Lambrecht sowie dessen Vasallgemeinde Veitsch jegliche Anerkennung verweigerten, geriet diese bedeutende Persönlichkeit bald in Vergessenheit.

## Schriften
- Versuch einer neuen teutschen Reimart (1713)
- Gedichte und lateinische Inschriften (1721–1728)